# آمبوهیترومبی (آنکازوبه)
آمبوهیترومبی (به لاتین: Ambohitromby) یک منطقهٔ مسکونی در ماداگاسکار است که در آنالامانگا واقع شده‌است. آمبوهیترومبی ۲۷۷ کیلومتر مربع مساحت و ۱۰٬۵۶۰ نفر جمعیت دارد.